# Rapusholm
Rapusholm är en ö i Finland. Den ligger i Skärgårdshavet och i kommunen Pargas i den ekonomiska regionen  Åboland i landskapet Egentliga Finland, i den sydvästra delen av landet. Ön ligger omkring 18 kilometer sydöst om Åbo och omkring 140 kilometer väster om Helsingfors.
Öns area är 2,5 hektar och dess största längd är 270 meter i öst-västlig riktning.